# NGC 3655
NGC 3655 (другие обозначения — UGC 6396, MCG 3-29-39, ZWG 96.37, KARA 477, IRAS11202+1651, PGC 34935) — спиральная галактика (Sc) в созвездии Лев.
Этот объект входит в число перечисленных в оригинальной редакции «Нового общего каталога».
В галактике вспыхнула сверхновая SN 2002ji типа Ic, её пиковая видимая звездная величина составила 15,1.
Галактика NGC 3655 входит в состав группы галактик NGC 3686. Помимо NGC 3655 в группу также входят ещё 22 галактики.